# Ново-Курцово
Ново-Курцово — деревня в Старицком районе Тверской области.

## География
Находится в южной части Тверской области на расстоянии приблизительно 28 км на северо-восток от районного центра города Старица на правом берегу Волги.

## История
Деревня была отмечена ещё на карте Менде, которая отражала местность в 1848—1849 годах. В 1859 году здесь (деревня Старицкого уезда) было учтено 7 дворов.

## Население
Численность населения: 82 человека (1859), 4 (русские 100 %) в 2002 году, 5 в 2010.